# Якунчикова, Мария Васильевна
Мария Васильевна Яку́нчикова (в замужестве Вебер; 19 (31) января 1870, Висбаден, Германская империя — 14 (27) декабря 1902, Шен-Бужри, близ Женевы, Швейцария) — русская художница.

## Биография
Родилась 19 (31) января 1870 г. в немецком городе Висбадене, где в то время отдыхала семья Якунчиковых. Отец — Василий Иванович Якунчиков, известный предприниматель и меценат; мать — Зинаида Николаевна, урождённая Мамонтова.
Уже в детстве увлеклась рисованием, для её обучения отцом был приглашён, к ней и другим детям, художник Н. А. Мартынов. В 1885 году Мария Якунчикова вслед за сестрой Натальей поступила вольнослушательницей в Московское училище живописи, ваяния и зодчества и вскоре стала участницей поленовских рисовальных вечеров, которые В. Д. Поленов с сестрой организовали в своём московском доме. В это время она пишет эскизы на тему русской истории эпохи Алексея Михайловича: «Царь посещает заключенных», «Царь в молельне».
Летом 1888 года написала в Жуковке, где жили Поленовы, этюд «Лодка на Клязьме». В начальный период творчества Якунчикову больше привлекали пейзажи с широким охватом натуры, затем появились картины-панно, выполненные маслом с выжиганием рисунка иглой по дереву (эту технику показал ей Сергей Глаголь, разговоры с которым о живописи заложили основы её художественного образования). Осенью 1888 года вместе с семьёй поехала в путешествие по Европе, которое прервала смерть младшей сестры Елены в Италии. В начале зимы 1888 года врачи обнаружили у Марии Якунчиковой туберкулёз и порекомендовали сменить климат. Якунчикова оставила занятия в училище уехала на лечение в Европу — через Вену во Францию (Биарриц). Летом 1889 года вернулась в Россию, а осенью вместе с семьёй приехала во Францию, на Всемирную выставку в Париже. Осенью 1889 года Якунчикова поступила в парижскую академию Жюлиана, где обучалась на протяжении четырёх лет. В последующие годы она жила в Париже, приезжая на лето в Россию. В России работала в имениях отца, у Мамонтовых в Абрамцево и вблизи Звенигорода. В Абрамцево Якунчикова принимала участие в работе керамической мастерской; её панно «Молчание» находилось на въездных воротах завода «Абрамцево» в Бутырках.
В 1894 году Якунчикова оставила академию, сняла мастерскую и начала работать самостоятельно, выставляя свои произведения в Парижском салоне. В 1895 году начался особый период в её творчестве, она много и плодотворно работала, особенно увлекаясь декоративно-прикладным искусством: деревянной игрушкой, вышивкой, гобеленом, аппликацией. Особенно активно работала в технике выжигания по дереву: она исполняла декоративные панно в особой технике, совмещающей выжигание по дереву и масляную живопись. Как и её ближайшая подруга Е. Д. Поленова, Якунчикова увлекалась народным искусством, собирала его образцы. Народные, «неорусские» мотивы звучат в её панно «Городок» (1896).
В 1897 году Мария Якунчикова вышла замуж за студента медицинского факультета в Сорбонне Леона Вебер-Баулера — русского по паспорту, большую часть своей жизни проведшего за пределами России и позднее получившего французское гражданство. В 1898 году у них родился сын Степан.
Эти годы — кульминация творческого развития Якунчиковой, время создания таких шедевров, как «Из окна старого дома. Введенское», «Чехлы», «Церковь в старой усадьбе. Черемушки близ Москвы», «Свеча. Задувает». Её имя называли в числе имен лучших русских художников тех лет. Кроме живописи, она пробовала свои силы в майолике и графике. Цветные офорты художницы, близкие к стилю модерн, были отмечены английским журналом «The Studio», оказали влияние на творчество А. П. Остроумовой-Лебедевой. Члены объединения «Мир искусства» пригласили Якунчикову участвовать в выставках и в издаваемом ими журнале. Почти полгода украшала выпуски журнала за 1899 год (№ 13—18) созданная Якунчиковой обложка «Лебединая песня».
Якунчикова приняла активное участие в устройстве Кустарного отдела русского павильона Всемирной выставки 1900 года в Париже. На этой выставке экспонировались огромное панно Якунчиковой «Девочка и леший» (3х3,6 м), выполненное в технике вышивки и аппликации; панно «Иванушка-дурачок и Жар-птица» (замысел Е. Д. Поленовой выполнила Якунчикова и поэтому оно экспонировалось как произведение Елены Поленовой); серебряной медали выставки была удостоена полочка-лавочка для народных игрушек, выполненная в мастерских Абрамцево по проекту Якунчиковой.
В 1900 году у двухлетнего сына Якунчиковой был обнаружен туберкулёз пальца. Сына удалось спасти, но здоровье художницы не выдержало напряжения сил в борьбе за его жизнь, и у неё вновь открылся диагностированный ещё в конце 1880-х годов туберкулёзный процесс. Рождение в апреле 1901 года второго сына окончательно подорвало её здоровье. Муж перевёз семью сначала в Шамони, а затем в Швейцарию, где в Шен-Бужри был куплен дом.
14 (27) декабря 1902 года Якунчикова скончалась от обострившегося туберкулёза. В петербургском журнале «Мир искусства» в 12-м номере за 1902 год был опубликован некролог, написанный главным редактором журнала С. П. Дягилевым.

## Наследие
Наследие художницы разделено между Россией и Швейцарией. В России картины Якунчиковой хранятся в Третьяковской галерее, Русском музее, Музее-усадьбе В. Д. Поленова. Значительная часть её произведений находится в частных коллекциях наследников семьи Вебер в Швейцарии, в доме художницы.
В 2020 году Третьяковская галерея показала ретроспективу Якунчиковой, вторую за 115 лет. Был выпущен специальный номер журнала «Третьяковская галерея» с Приложением.

## Галерея

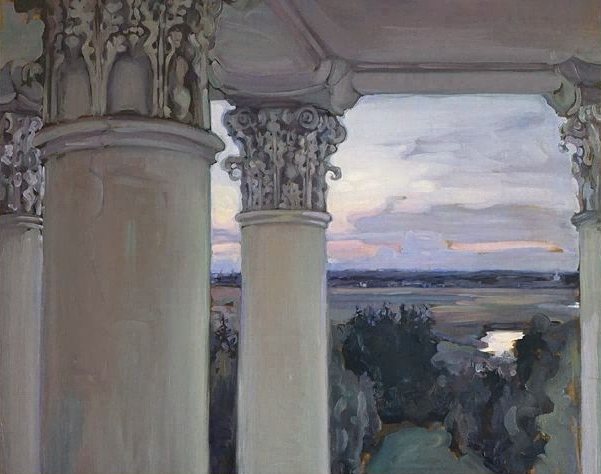
Из окна старого дома. Введенское (1897) ГТГ
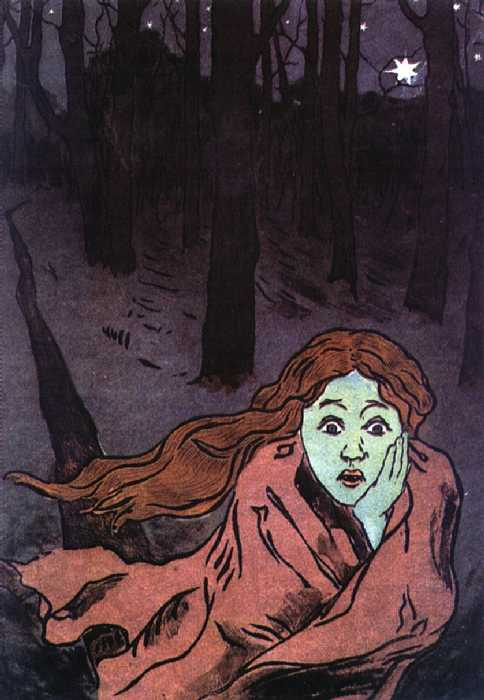
Страх (1893—1895) ГРМ
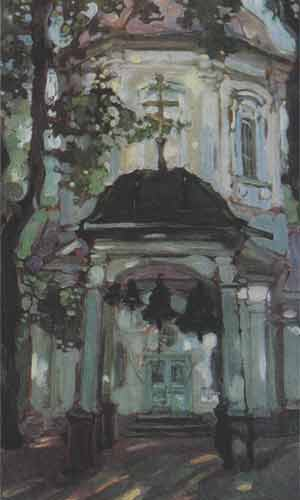
Церковь старой усадьбы Черемушки близ Москвы (1897) ГТГ
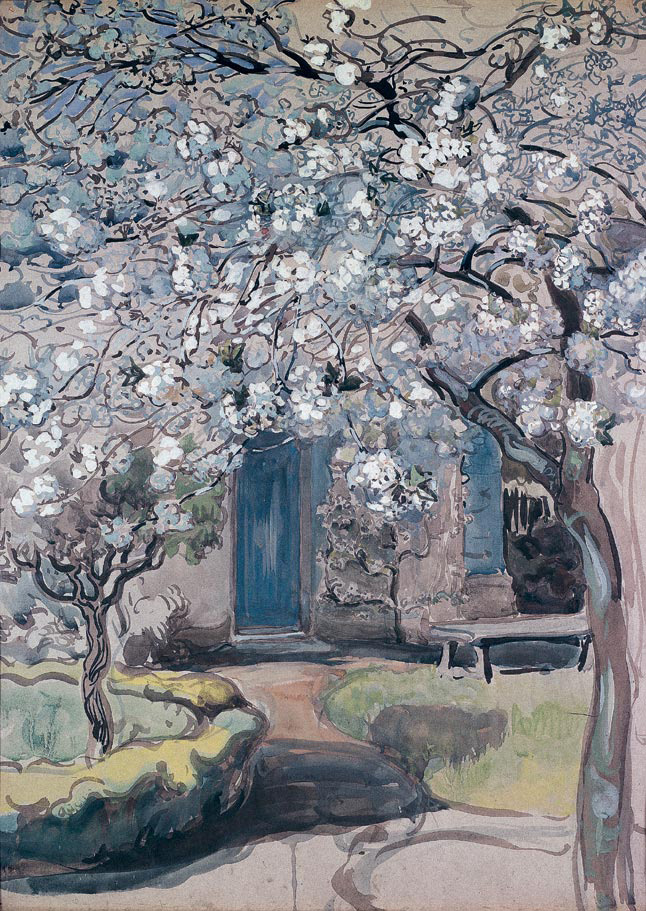
Цветущие яблони. Дерево в цвету (1899)